# Quai des Orfèvres
Quai des Orfèvres is een Franse misdaadfilm uit 1947 onder regie van Henri-Georges Clouzot. Het scenario is gebaseerd op de roman Légitime Défense uit 1942 van de Belgische auteur Stanislas-André Steeman.

## Verhaal
De getrouwde zangeres Jenny Lamour gaat in op de uitnodiging van een oude, perverse man om met hem te dineren. Later wordt de man dood aangetroffen. Aan haar beste vriendin biecht Jenny op dat ze hem moest doden, omdat hij te agressief werd.

## Rolverdeling
| Acteur            | Personage                                                          |
| ----------------- | ------------------------------------------------------------------ |
| Louis Jouvet      | Assistent-inspecteur Antoine                                       |
| Simone Renant     | Dora Monier                                                        |
| Bernard Blier     | Maurice Martineau                                                  |
| Suzy Delair       | Marguerite Chauffournier, echtgenote van Maurice, aka Jenny Lamour |
| Pierre Larquey    | Émile Lafour                                                       |
| Jeanne Fusier-Gir | Pâquerette                                                         |
| Claudine Dupuis   | Manon                                                              |
| Charles Dullin    | Georges Brignon                                                    |
| Henri Arius       | Léopardi                                                           |
| Charles Blavette  | Gendarme Poitevin                                                  |
| René Blancard     | Hoofdcommissaris                                                   |
| Robert Dalban     | Paulo                                                              |
| Jean Daurand      | Inspecteur Picard                                                  |
| Jean Dunot        | Nitram                                                             |
| Jacques Grétillat | Auguste                                                            |